# Gonionemus hamatus
Gonionemus hamatus är en nässeldjursart som beskrevs av Paul Torben Lassenius Kramp 1965. Gonionemus hamatus ingår i släktet Gonionemus och familjen Olindiasidae. Inga underarter finns listade i Catalogue of Life.